# Orchestra
Orchestra (nebo orchéstra, řecky ὀρχήστρα) byla část antického divadla, ať už řeckého nebo římského. Orchestra byla kruhem nebo půlkruhem mezi skéné a hledištěm, vůči hledišti byla orchestra snížená. Tato část, centrální zóna divadla, byla jevištní plochou, kde byl oltář. Sloužila sboru, který sloužil jako ideální divák, který zbytečně nezasahoval do hry, avšak komunikoval s postavami děje (herci) a např. zpěvem komentoval vývoj děje a událostí ve hře. Prostor sloužil i tanečníkům, kteří doprovázeli hru, a čestným hostům, kteří zde mohli mít svá sedadla. Za čestné hosty byli považováni lidé důležití pro stát, tedy státní významné osobnosti. Do prostoru orchestry se vstupovalo dvěma bočními vchody, zvanými parodoi.